# Gabriel Fabre
Gabriel Fabre (* 20. Februar 1774 in Vannes; † 12. Mai 1858 in Laval) war ein französischer Général de division der Infanterie. 

## Leben
Fabre war ein Sohn von Joseph Marie Fabre, der bis zum Beginn der Terrorherrschaft ein glühender Verfechter der Revolution war. 
Schon früh ein begeisterter Anhänger Napoleons schloss sich Fabre der Revolutionsarmee an. Er machte bald schon Karriere und stand bei der Belagerung von Toulon 1793 neben Régis Barthélemy Mouton-Duvernet unter dem Befehl von General Jacques François Dugommier. 
1796/97 nahm Fabre am Italienfeldzug teil und konnte sich dabei durch Tapferkeit auszeichnen. Nach weiteren Beförderungen kam er in den Stab von General Louis-Gabriel Suchet und wurde in den Krieg nach Spanien abkommandiert. 
Als General der Infanterie nahm Fabre am Russlandfeldzug teil. Er kämpfte bei Borodino (7. September 1812) und Wjasma (3. November 1812) und wurde bei letzterer schwer verwundet. Er kehrte nach Frankreich zurück und nahm in Folge nur noch administrative Aufgaben wahr. Während Napoleons „Herrschaft der Hundert Tage“ schloss er sich ihm nicht mehr an und blieb auch während der Restauration im Amt. Ab 1819 wirkte er zudem noch als Abgeordneter. 
Am 1. November 1826 wurde ihm von König Karl X. der Ehrentitel eines Lieutenant-général verliehen.
Fabre war weder in der Julirevolution von 1830 aktiv, noch unterstützte er offiziell die Julimonarchie. 1848 gab er alle Ämter auf, zog sich ins Privatleben zurück und ließ sich in Laval nieder. Im Alter von 84 Jahren starb Gabriel Fabre am 12. Mai 1858 und fand dort auch seine letzte Ruhestätte.

## Ehrungen
- 9. März 1810 Baron de l'Émpire
- 9. Januar 1833 Grand Officier der Ehrenlegion
- Sein Name findet sich am südlichen Pfeiler (22. Spalte) des Triumphbogens am Place Charles-de-Gaulle (Paris).